# 아먼드 아산티
아먼드 아산티(Armand Assante, 1949년 10월 4일 ~ )는 미국의 배우이다.

## 출연 작품
- 저지 드레드